# 苻詵
苻詵（Fu Shēn ，？—385年），五胡十六国前秦第3代皇帝（天王）苻堅最幼子。封为中山公。生母张夫人

## 生涯
383年，父亲討伐東晋，起兵百万（实际50万）大軍，率领南下，当時中山公苻詵和生母张夫人、叔父苻融、僧侶道安都諫言劝阻。他说：“臣闻国之兴亡，系贤人之用舍。今阳平公（苻融），国之谋主，而陛下违之，晋有谢安、桓冲，而陛下伐之，臣窃惑之！”苻坚说：“天下大事，孺子安知！”淝水之战，東晋謝安派遣謝石、謝玄率東晋軍击敗前秦，苻堅败回長安。国内慕容沖的西燕、姚萇的後秦兴起，前秦勢力大衰退。
385年秋，苻詵和父亲、張夫人、姐姐苻宝、苻錦在五將山被羌族酋長姚萇抓住。姚萇逼迫苻坚禅让帝位，苻坚说：“小羌胆敢威逼天子，五胡的次序，没有你羌族。传国玺已送到晋朝。禅让，是圣贤之事，姚苌叛贼，怎能继位！”符堅于是就先杀掉苻宝、苻锦。八月廿六，姚苌派人把苻坚縊死在新平的佛寺。张夫人、中山公苻诜全都自杀。

## 宗室

### 伯叔父
- 苻法（伯父）
- 苻融（叔父）

### 兄弟
- 苻丕（哀平帝）
- 苻暉（平原公）
- 苻叡（广平公、雍州刺史）
- 苻宏（皇太子）
- 苻琳（河間公）

### 从族兄弟
- 東海公苻陽（伯父・苻法子）
- 清河公苻敷（苻陽弟）
- 苻朗（从父・苻洛子）
- 苻登（从父・苻敞子）

### 从子
- 苻崇